# Deins Kaņepējs
Deins Kaņepējs (Pļaviņas, 5 d'octubre de 1995) és un ciclista letó, professional des del 2014. Actualment corre a les files de l'equip Rietumu Banka-Riga.

## Palmarès
- 2017
  - Vencedor d'una etapa al Tour de Quanzhou Bay